# Camémbaro, Salvador Escalante
Camémbaro är en ort i Mexiko.   Den ligger i kommunen Salvador Escalante och delstaten Michoacán de Ocampo, i den södra delen av landet, 260 km väster om huvudstaden Mexico City. Camémbaro ligger 2 321 meter över havet och antalet invånare är 504.
Terrängen runt Camémbaro är huvudsakligen kuperad, men åt nordväst är den platt. Runt Camémbaro är det ganska glesbefolkat, med 48 invånare per kvadratkilometer. Närmaste större samhälle är Santa Clara del Cobre, 9,4 km norr om Camémbaro. I omgivningarna runt Camémbaro växer huvudsakligen savannskog.